# 納雷夫國家公園
53°03′00″N 22°24′15″E / 53.05°N 22.4041°E

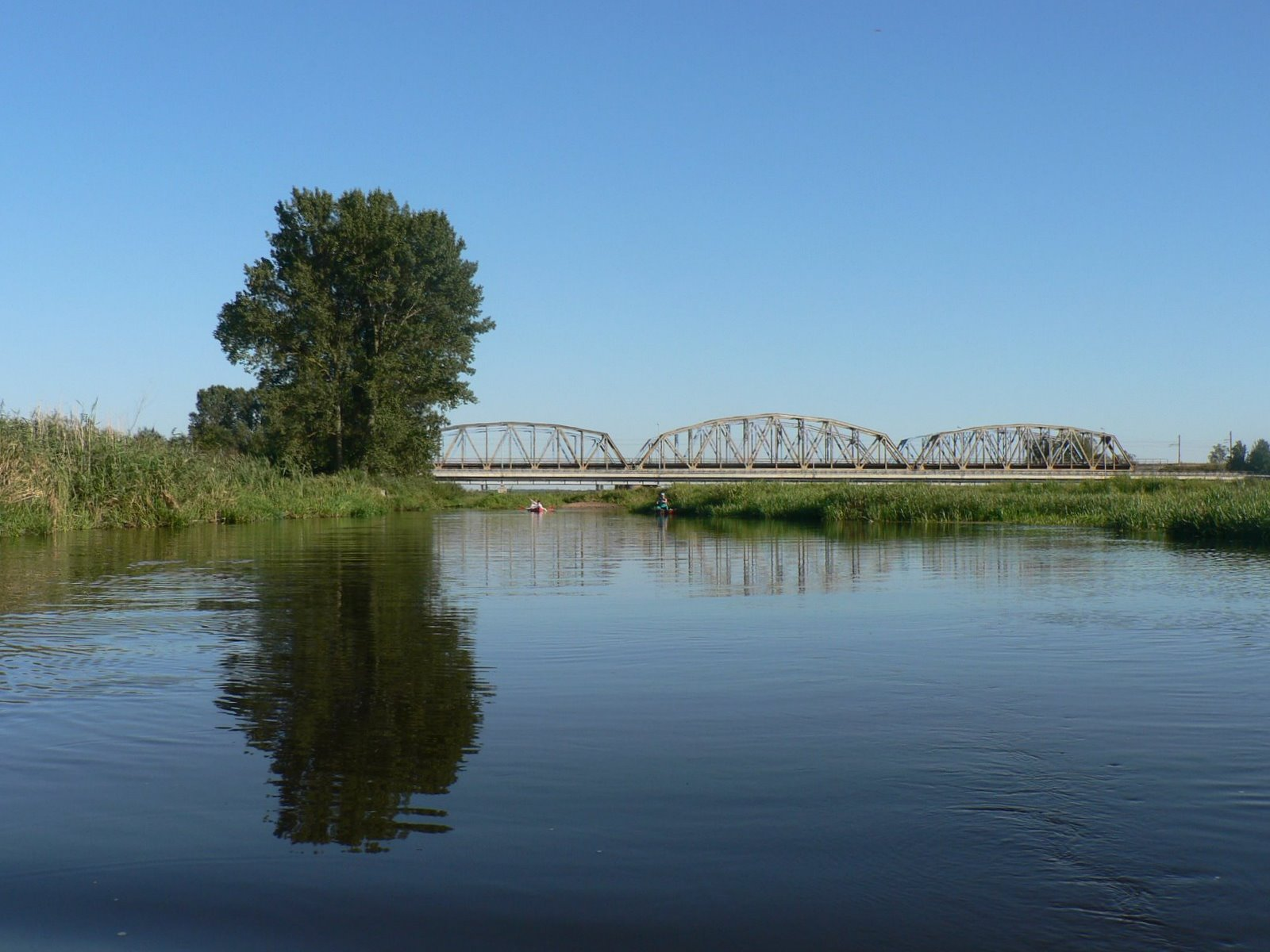

納雷夫國家公園是波蘭的國家公園，位於該國東北部，由波德拉謝省負責管轄，始建於1996年，面積74平方公里，是179種鳥類、40種哺乳類動物和22種魚類的棲息地。

## 外部連結
- Official website （页面存档备份，存于）
- The Board of Polish National Parks